# Transcortine
Transcortine, ook bekend als CBG (Corticosteroid binding globulin), is een proteïne dat alfa-globuline codeert.

## Functie
Het is een transporteiwit dat instaat voor het transport van glucocorticoïden en progesteron.

## Synthese
Transcortine wordt gemaakt door de lever en de aanmaak kan verhoogd worden door oestrogeen, zoals bij het innemen van de pil bijvoorbeeld.